# Cieliczanka
Cieliczanka – wieś w Polsce położona w województwie podlaskim, w powiecie białostockim, w gminie Supraśl.

## Historia
Według Powszechnego Spisu Ludności z 1921 roku Cieliczanka liczyła 52-óch mieszkańców (25 kobiet i 27 mężczyzn) zamieszkałych w 9-u domach. Nieznaczna większość mieszkańców wsi, w liczbie 26 osób, zadeklarowała wyznanie prawosławne, pozostali podali kolejno: wyznanie rzymskokatolickie (25 mieszkańców) oraz wyznanie greckokatolickie (unickie) (1 osoba). Jednocześnie większość mieszkańców Cieliczanki (51 osób) zadeklarowała polską przynależność narodową, natomiast 1 osoba podała narodowość białoruską. W owym czasie wieś znajdowała się w gminie Dojlidy powiatu białostockiego.

## Inne
Wieś zajmuje obszar o pow. 238,8436 ha. Od 2007 r. posiada status sołectwa.

W latach 1975–1998 miejscowość administracyjnie należała do województwa białostockiego.
Prawosławni mieszkańcy wsi należą do parafii Zwiastowania Przenajświętszej Bogurodzicy i św. Jana Teologa w Supraślu, a wierni kościoła rzymskokatolickiego do parafii Świętej Trójcy w Supraślu.